# 리처드 M. 카프
리처드 매닝 카프(Richard Manning Karp, 1935년 1월 3일 ~ )는 미국의 컴퓨터 과학자이자 캘리포니아 대학교 버클리의 계산 이론학자이다. 알고리즘 이론 연구로 저명하며 1985년 튜링상, 2004년 더 프랭클린 인스티튜트 어워드, 2008년 교토상을 수상했다.
NP완전의 이론과 응용에 주된 기여를 하였으며 효율적인 복합 알고리즘을 구성하고 컴퓨터 과학의 확률론적 방법을 적용했다.